# Hanford, Kalifornien
Hanford är en stad (city) i Kings County, i delstaten Kalifornien, USA. Enligt United States Census Bureau har staden en folkmängd på 54 284 invånare (2011) och en landarea på 43 km². Hanford är huvudort i Kings County.

## Kända personer från Hanford
- Tyson Chandler, basketspelare
- Chad Mendes, MMA-utövare
- Scott Parker, ishockeyspelare
- Sean Parnell, politiker
- Steve Perry, musiker
- Matt Shively, skådespelare
- David Valadao, politiker